# 小納真樹
小納 真樹（こな まさき、1973年9月2日 - ）は、秋田県出身のバスケットボール選手。バスケットボール選手小納真良の双子の兄。身長174cm。ポジションはポイントガード。長兄・真琴もバスケットボール選手。

## 来歴
中学生時代2年・3年とチームの主力として全国大会出場。能代工業高校でインターハイ・国体・ウインターカップタイトルに貢献。高校卒業後は秋田経法大学に進学した。
大学卒業後、トヨタ自動車に入社。
全日本にも選出され、1997年アジア選手権に出場。日本の31年ぶり世界選手権切符獲得に貢献した。
2004年からは横河電機に所属している。

## 日本代表歴
- 1997アジア選手権